# Duizendste brug
De Duizendste brug (brug 684) is een vaste brug in Amsterdam Nieuw-West.
Ze overspant de Postjeswetering en vormt daarmee de verbinding tussen de Antillenstraat in de Surinamebuurt en het Rembrandtpark. De brug is de grotere zus van brug 682 en brug 683 en die analogie volgend ook een dochter van de Torontobrug. Ten noordoosten van de brug staat de voormalige Arminiuskerk, een gemeentelijk monument. Brug 1000 ligt in Amsterdam-Noord.

## Ligging
Het park, al sinds 1958 op de tekentafel, wachtend op voldoende geld, werd in 1972/1973 ingericht met beplanting en paden. Het deel ten noorden van de Postjesweg sloot direct aan op de Orteliuskade, die nooit aan water heeft gelegen. Het deel van het park ten zuiden van de Postjesweg werd van bebouwing gescheiden door de Postjeswetering, later overgaand in de Westlandgracht. Deze waterwegen aansluiten op het water in het park kon niet, want ze liggen op verschillende niveaus (Postjeswetering op stadspeil, Rembrandtpark op polderpeil). Om toegang te krijgen vanuit de Surinamebuurt tot het park werden er drie bruggen aangelegd.

## Ontwerp
Twee van de drie plaatbruggen zijn identiek (brug 682 en brug 683), de derde is breder (brug 684) maar heeft dezelfde vorm. Zij zijn ontworpen door Dirk Sterenberg van de Dienst der Publieke Werken. Hij nam als voorbeeld de Torontobrug van zijn collega Dick Slebos en verkleinde die. In februari/maart 1973 begon de aannemer met de eerste van de drie. Het was daarbij een soort experiment, de drie bruggen waren de eerste bruggen, waarbij het ontwerp geheel uitging van lichtbeton. Eerdere bruggen in de stad waren wel vernieuwd met behulp van dit beton, maar hier was het dus het uitgangspunt.
De bruggen liggen in een lichte boog over het water, gedragen door twee pijlers, die in het water op een soort schoenen staan. Han Lammers opende de bruggen op 2 april 1974, door de 'Duizendste brug' te openen (brug 684). Alle drie de bruggen zijn alleen voor voetgangers en fietsers, maar brug 684 is breder. De bruggen hebben betonnen balustrades met daarop naar buiten staande metalen leuningen en in de kleur van die leuningen zit het verschil tussen de bruggen. Brug 684 kreeg blauwe leuningen (brug 682 rood, brug 683 geel).
De brug kreeg de naam 'Duizendste brug' omdat het de duizendste brug van de stad zou zijn. In 1974 had Amsterdam al meer bruggen, maar bruggen in privé-, provinciaal en rijksbeheer telden voor deze duizendste niet mee.

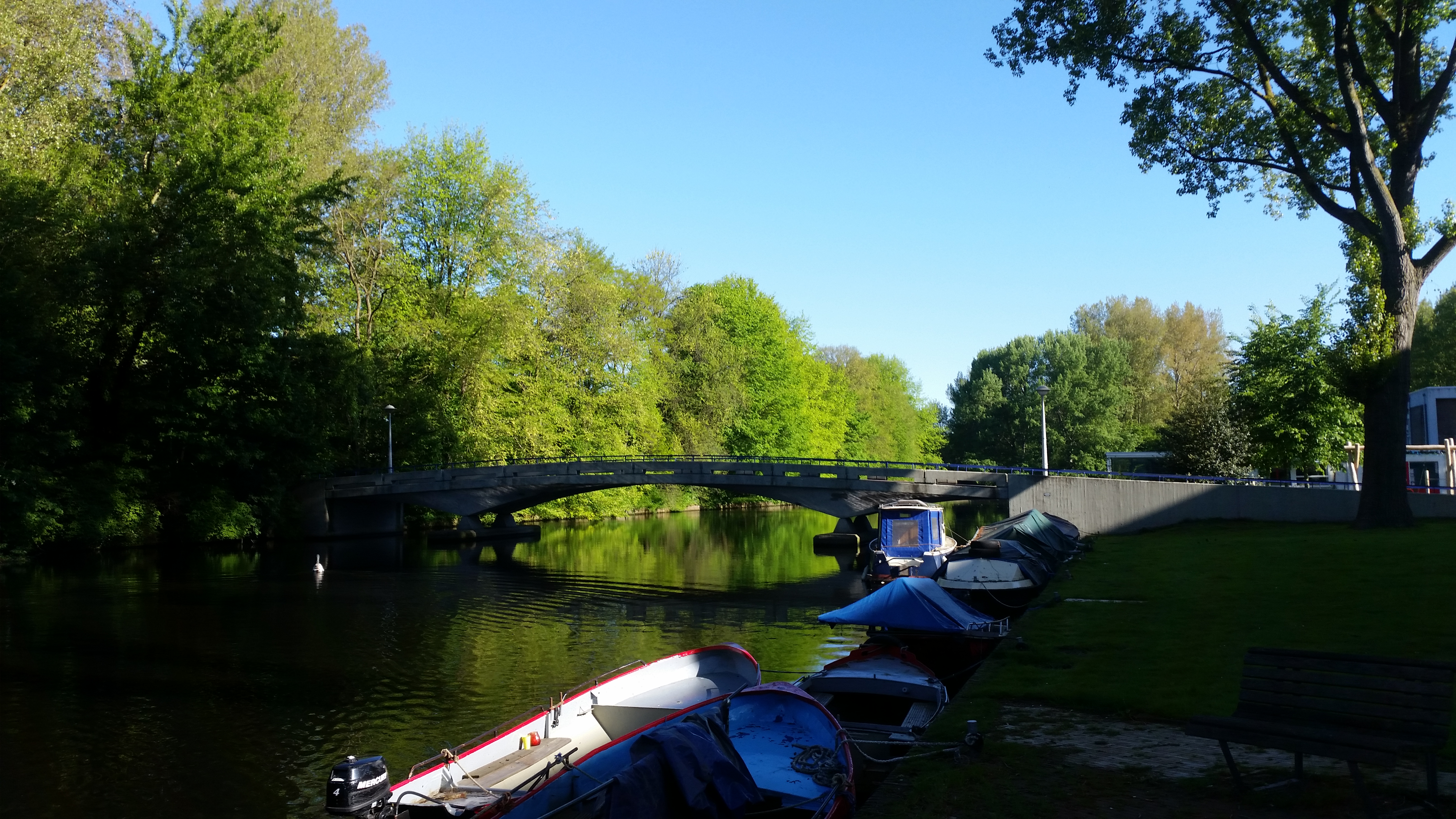
De brug gezien van uit het noorden (mei 2018)

<<< · 600 · 601 · 602 · 603 · 604 · 605 · 606 · 607 · 608 · 609 · 610 · 611 · 612 · 613 · 614 · 615 · 616 · 617 · 618 · 619 · 620 · 621 · 622 · 623 · 624 · 626 · 627 · 628 · 629 · 630 · 631 · 632 · 633 · 634 · 635 · 636 · 637 · 638 · 639 · 643 · 651 · 652 · 653 · 655 · 656 · 657 · 658 · 659 · 660 · 661 · 662 · 663 · 664 · 665 · 666 · 667 · 668 · 669 · 670 · 671 · 673 · 674 · 675 · 676 · 677 · 678 · 679 · 681 · 682 · 683 · 684 · 685 · 687 · 688 · 689 · 690 · 691 · 692 · 695 · 696 · 699 · >>>
Verdwenen brugnummers: 625 (afgebroken brug Sam van Houtenstraat), 640, 644, 645, 646, 647, 648, 650, 672 (duiker Cornelis Lelylaan, Rembrandtpark), 694, 698.
Nooit gebouwd: 649, 680 (nooit gebouwde brug Sloterplas).
Brugnummers 641, 642, 654, 686, 693, 694 en 697 zijn onbekend.